# Тарасюк, Иван Степанович
Иван Степанович Тарасюк (1 мая 1927, село Княжья Криница, теперь Монастырищенского района Черкасской области — 7 июля 1988, город Симферополь) — советский партийный деятель, председатель Симферопольского райисполкома, 1-й секретарь Симферопольского райкома КПУ Крымской области. Герой Социалистического Труда (1982). Член Ревизионной Комиссии КП Украины в 1981—1986 годах.

## Биография
Родился в крестьянской семье. С 1944 — в Красной армии. Участник Великой Отечественной войны. После окончания войны продолжил службу на боевых кораблях Черноморского флота. Во время службы окончил школу партийного актива и заочный университет марксизма-ленинизма.
После демобилизации из рядов Советской армии в 1951 году направлен в распоряжение Крымского областного комитета ВЛКСМ. Работал заведующим отделением, 1-м секретарем Черноморского, Новоселовского, Симферопольского районных комитетов ВЛКСМ, инструктором Крымского областного комитета ЛКСМУ.
Член КПСС с 1952 года.
В 1955 году направлен на учёбу в Днепропетровске высшую партийную школу, после окончания которой работал инструктором Симферопольского районного комитета КПУ, секретарем партийного комитета КПУ птицефабрики «Южная» Симферопольского района, 2-м секретарем Симферопольского районного комитета КПУ.
В 1970—1977 г. — председатель исполнительного комитета Симферопольского районного совета депутатов трудящихся Крымской области.
В ноябре 1977 — июле 1988 г. — 1-й секретарь Симферопольского районного комитета КПУ Крымской области.

## Память
Его именем названа средняя школа-гимназия в селе Чистенькое.

## Звание
- старшина 1-й статьи

## Награды
- Герой Социалистического Труда (4.03.1982)
- орден Ленина (4.03.1982)
- орден Октябрьской Революции
- орден Трудового Красного Знамени
- орден Знак Почета
- орден Отечественной войны
- медали